# Hartmannsdorf (Saale-Holzland)
Pour les articles homonymes, voir Hartmannsdorf.
Hartmannsdorf est une commune allemande de l'arrondissement de Saale-Holzland, Land de Thuringe.

## Géographie
Hartmannsdorf se situe dans l'aire géologique au nord-est de la région de l'est de la Thuringe datant du Trias inférieur. Le territoire de la commune est traversé par la Rauda, une rivière affluent de l'Elster Blanche.
| Heideland | Crossen an der Elster |         |
| Rauda     | Hartmannsdorf         | Silbitz |
| Silbitz   | Caaschwitz            |         |

## Histoire
Hartmannsdorf est mentionné pour la première fois en 1220.
Dans le cimetière communal se trouve une stèle en souvenir de 33 victimes d'une marche de la mort en avril 1945.

## Source de la traduction
- (de) Cet article est partiellement ou en totalité issu de l’article de Wikipédia en allemand intitulé « Hartmannsdorf (bei Eisenberg) » (voir la liste des auteurs).